# Excelsior Rotterdam (piłka nożna kobiet)
Excelsior Rotterdam – holenderski klub piłki nożnej kobiet, mający siedzibę w mieście Rotterdam, na zachodzie kraju, występujący od sezonu 2017/18 w rozgrywkach Vrouwen Eredivisie.

## Historia
Chronologia nazw:
- 2017: Excelsior/Barendrecht
- 2020: Excelsior Rotterdam

Kobieca drużyna piłkarska Excelsior/Barendrecht została założona w Rotterdamie 1 lipca 2017 roku jako kobieca sekcja klubu Excelsior Rotterdam oraz amatorskiego klubu BVV Barendrecht. W sezonie 2017/18 drużyna startowała w profesjonalnych rozgrywkach Vrouwen Eredivisie, zajmując w debiutowym sezonie ostatnie 9.miejsce. W następnym sezonie zespół był ósmym w końcowej klasyfikacji. W sezonie 2019/20 zajmował 8.pozycję w tabeli, jednak z powodu pandemii COVID-19 sezon został przerwany i nie dokończony. 1 lipca 2020 klub zmienił nazwę na Excelsior Rotterdam. Najwyższym osiągnięciem było zajęcie siódmej lokaty w sezonie 2020/21.

## Barwy klubowe, strój, herb, hymn
|  |  |

Klub ma barwy czarno-czerwone. Piłkarki domowe spotkania zazwyczaj grają w czarnych koszulkach, czerwonych spodenkach oraz czerwonych getrach.

## Sukcesy

### Trofea międzynarodowe
Do chwili obecnej klub jeszcze nigdy nie zakwalifikował się do rozgrywek europejskich.

### Trofea krajowe
| \| \| Zdobyte trofea w rozgrywkach Holandii (stan na: 31-05-2023) \| |                                                             |      |          |
| Rozgrywki                                                            | Osiągnięcie                                                 | Razy | Sezon(y) |
| Mistrzostwo                                                          | I miejsce                                                   | 0    |          |
| Mistrzostwo                                                          | II miejsce                                                  | 0    |          |
| Mistrzostwo                                                          | III miejsce                                                 | 0    |          |
| Mistrzostwo                                                          | 7.miejsce                                                   | 1    | 2020/21  |
| Puchar                                                               | zdobywca                                                    | 0    |          |
| Puchar                                                               | finalista                                                   | 0    |          |
| Puchar                                                               | półfinalista                                                | 1    | 2021/22  |
| II liga                                                              | I miejsce                                                   | 0    |          |
| II liga                                                              | II miejsce                                                  | 0    |          |
| II liga                                                              | III miejsce                                                 | 0    |          |
| Holandia                                                             | Zdobyte trofea w rozgrywkach Holandii (stan na: 31-05-2023) |      |          |

## Poszczególne sezony

### Rozgrywki międzynarodowe

#### Europejskie puchary
Nie uczestniczył w rozgrywkach europejskich.

### Rozgrywki krajowe
| \| Holandia \| Bilans występów klubu w rozgrywkach piłkarskich Holandii (Stan na 31 maja 2023 r.) \| \| |                                                                                    |        |       |   |   |   |    |    |     |            |        |        |      |
| Poziom                                                                                                  | Rozgrywki                                                                          | Sezony | Mecze | Z | R | P | B+ | B– | Pkt | Lata       | Awanse | Spadki | Naj. |
| I | Hoofdklasse / Eredivisie                                                           | 6      |       |   |   |   |    |    |     | od 2017/18 | 0      | 0      | 7    |
| II | Topklasse                                                                          | 0      |       |   |   |   |    |    |     |            |        |        |      |
| III | Hoofdklasse                                                                        | 0      |       |   |   |   |    |    |     |            |        |        |      |
| | Puchar Holandii                                                                    | 6      |       |   |   |   |    |    |     | od 2017/18 | 0      | 0      | 1/2  |
| Holandia                                                                                                | Bilans występów klubu w rozgrywkach piłkarskich Holandii (Stan na 31 maja 2023 r.) |        |       |   |   |   |    |    |     |            |        |        |      |

## Piłkarki, trenerzy, prezydenci i właściciele klubu

### Trenerzy
- 2017–2018:  Sander Luiten
- od 07.2018:  Richard Mank

## Struktura klubu

### Stadion
Drużyna rozgrywa swoje mecze domowe w Rotterdamie na stadionie Van Donge & De Roo, który może pomieścić 4.500 widzów.

## Kibice i rywalizacja z innymi klubami

### Derby
- AFC Ajax
- Feyenoord